# Simone Rooskens
Simone Rooskens (Amsterdam, 16 mei 1939) is een Nederlandse actrice.
Rooskens kreeg haar opleiding aan de Toneelschool in Amsterdam. Ze werkte als actrice in het theater en op televisie en was ook te horen in hoorspelen. Daarnaast werkte ze als danseres. Ze trad op in veel blijspelen en toneelstukken en deed mee aan vele programma's op radio (waaronder het KRO-programma Cursief) en televisie. Ze stond bekend om haar lichte spel met ironische ondertoon. Ze was een van de eerste actrices die op televisie verschenen in drama- en kinderproducties.

## Persoonlijk
Simone Rooskens is een dochter van de schilder Anton Rooskens en Huberdina Petronella Rutten (1911-2002). Ze trouwde in 1958 met de acteur Hans Boswinkel met wie ze twee zonen kreeg. Na echtscheidding hertrouwde Rooskens met de acteur Luc Lutz, met wie ze vaak samen op het toneel stond. Samen kregen ze een zoon, de acteur Joris Lutz. Ook het huwelijk met Luc Lutz eindigde in een echtscheiding.

## Toneel
- De vrouwenstaking naar Aristophanes met toneelgroep Rotterdams Toneel 1959

## Televisiewerk
- Niks voor Ons – Mandie (1960)
- En Marlborough trok ten strijde – Jeanne (1961)
- In Holland staat een riddergoed – The Singing Sweets (1962)
- De avonturen van Okkie Trooy – Loki Loki (1962-1964)
- De Mikado – Njam-Njam (1967)
- De kleine zielen – Marianne (1970)
- Uit Pure Liefde (1981)
- Het hondsbrutale dienstmeisje (1981)
- Schoppentroef (1984)
- Vrouwenvleugel – Lea Zandbergen (1993)
- Zeg 'ns AAA – Canci Lansberg, zus van Hans Lansberg (1983-1993)
- Het Zonnetje in Huis – Tessa Jong (1995) (Afl. Verliefd)